# Ścinawka Średnia
Ścinawka Średnia [ɕt͡ɕiˈnafka ˈɕrɛdɲa] (tiếng Đức: Mittelsteine) là một ngôi làng thuộc khu hành chính của Gmina Radków, thuộc quận Kłodzko, Lower Silesian Voivodeship, ở phía tây nam Ba Lan.
Nó nằm cách khoảng 6 kilômét (4 mi)   về phía đông của Radków, khoảng 15 kilômét (9 mi)   về phía tây bắc Kłodzko và 79 kilômét (49 mi)   về phía tây nam của thủ đô khu vực Wrocław. Ngôi làng có số dân khoảng 2400 người.
Ngôi làng từng được gọi là Mittelsteine cho đến năm 1945 khi được đổi tên thành "Skałeczno rednie" sau khi khu vực này trở thành một phần của Ba Lan. Tên làng được đổi thành "cinawka rednia" vào năm 1947. Địa phương này có mối liên hệ lịch sử với cuộc đời của triết gia người Anh Frederick Copleston (1907 – 1994), người đã dành thời gian ở đây vào năm 1936 và nói chuyện ấm áp trong hồi ký của ông về môi trường tự nhiên hấp dẫn của ngôi làng thích hợp cho những chuyến đi khó quên.
Năm 2018, ban nhạc kim loại quyền lực Đức Powerwolf đã quay video âm nhạc cho bài hát 'Lửa & Tha thứ' trong Nhà thờ Saint Mary Magdalene. Sau khi xuất bản video curia địa phương đã đưa ra một thông báo chính thức về tình huống này.